# ガラスの林檎/SWEET MEMORIES
『ガラスの林檎／SWEET MEMORIES』（ガラスのりんご／スウィート・メモリーズ）は、1983年8月1日にリリースされた松田聖子の14枚目のシングル。規格品番：07SH 1366（EP盤）1989年には8cmCDとして、2004年には紙ジャケット仕様の完全生産限定盤12cmCD（ジャケットは差し替え前のもの）として再びリリースされている。

## 背景
「ガラスの林檎」は、プロデューサーであった若松宗雄ら制作陣が「日本レコード大賞を獲らせる」との意気込みで制作したとされる。作詞に松本隆、作曲に細野晴臣、編曲に大村雅朗と最強の制作陣で臨んだ曲で、発売時期も8月として賞レースに照準を合わせていた。しかしレコード大賞は金賞こそ受賞できたものの、本命であった大賞を獲ることはできなかった。これまでの聖子の歌の世界と「ガラスの林檎」が隔絶しすぎたことで、「SWEET MEMORIES」が脚光を浴びるまでのレコードセールスが伸び悩んだこと、また「SWEET MEMORIES」が想定を超えたヒットを放ったことで「ガラスの林檎」が霞んでしまったこと、当時同じ事務所であった都はるみの「浪速恋しぐれ」との兼ね合いで事務所の力点が分散したことなど様々な理由が挙げられている。本曲を最後に聖子は賞レースから距離を置くことになる。
一方で『第9回あなたが選ぶ全日本歌謡音楽祭』ではゴールデングランプリを受賞している（1983年10月25日）。大賞クラスの受賞は、前年の『第11回FNS歌謡祭』グランプリ「野ばらのエチュード」以来2度目。オリコン発表の売上枚数は85.7万枚。松田聖子のシングルとしては「あなたに逢いたくて〜Missing You〜/明日へと駆け出してゆこう」に次ぐ売り上げを記録し、1980年代にリリースしたシングルの中では最大のヒットとなっている。

## 制作

### ガラスの林檎
作曲の細野は制作に当たり、ディレクターからサイモン&ガーファンクルの「明日に架ける橋」のような曲を作って欲しいと依頼された。
作詞の松本は、同年に聖子に提供した楽曲「秘密の花園」「天国のキッス」とあわせて、「たまたま、ある種宗教的な世界、シュプリーム（至上）のもの（がテーマだった）」「花園とか天国とか林檎とか…そういうものは、性的であって、同時に聖なるものだと思う」と語っている。
松本と細野の共作の場合、通常は松本の詞先で制作されていたが、マンネリ化を懸念した細野が曲先で作ろうと提案していた。しかし、いざ作り始めると作業が行き詰まってしまい、結局、松本がスタジオの廊下にあるソファーの上で急遽、詞を書き上げたという逸話を後に語っている。
歌番組での歌唱時、当初はイントロやAメロ部分も振付があったが、次第に殆んどなくなっていった。
本曲で1983年の『第25回日本レコード大賞』金賞、『FNS歌謡祭』最優秀歌唱賞など、多くの賞レース番組で各賞を受賞した。同年『第34回NHK紅白歌合戦』披露曲。

### SWEET MEMORIES
それまで聖子の楽曲の編曲を数多く担当し、アルバム曲の書き下ろしも担当していた大村がシングルの作曲に初めて起用された。
発売当初からファンの間では名曲と評価が高かったが、サントリーCANビールのCMソングになったことで評判となり（後述）、急遽両A面として同年10月に再発売するに至った。元々B面であったにもかかわらず非常に人気の高い曲となり、聖子自身も好きな曲として挙げる事が多く、コンサートやディナーショーのセットリストに組まれる事の多い一曲である。また、カバーの定番として数多くのアーティストがカバーを行っている。
作曲の大村はサビのメロディーが浮かんだ以降作業が滞ってしまったが、その様子を察したプロデューサーの若松宗雄が一緒にスタジオに篭り、そこから約1時間で完成させた。作詞の松本は初めてデモテープを聴いた時に「完全にジャズだった」とコメントしている（FBS開局50周年記念特番「風の譜～福岡が生んだ伝説の編曲家大村雅朗」より）。
松本は後年、「聖子さんの歌を作る時は、その時点の彼女のキャパ（力量）の2-3歩先を行く歌を作る。ほとんどの歌い手はそれに対応できないが、彼女は見事に付いてくる。そして、『SWEET MEMORIES』に関しては10歩くらい先を行っており、作曲の大村と『今回は付いて来られないかな? 難しすぎたかな?』とも話したが、彼女は見事に歌い上げた」と賞賛した。
レコーディングは1983年6月26日、ソニー信濃町スタジオの3スタジオで行われた。エンジニアは鈴木智雄、アシスタントは三好慎一。シンセサイザーは松武秀樹、ベースは高水健司、ギターは松原正樹、キーボードとコーラスは山田秀俊、ストリングスは加藤JOEグループ。大原茂人のピアノを最後にダビングしている。
イントロは松武秀樹がシンセサイザーDX7で創ったものである。松武によると、大村から「口では表現できない、雪がシャーっという感じで、聴いてて気持ちいい音にしてくれ」と依頼され、「逆回転の音みたいなヒヤっとする冬」をイメージしたイントロを創作したとのことである。
2番の前半部分は聖子の楽曲で初めての英語詞であった。聖子は最初に楽曲を受け取った時、「こんな大人っぽい歌を私が歌うんですか」と驚いたという。また、レコーディングはCMスポンサーであるサントリーはじめ多くの関係者が見守る中行われ、「緊張した」と語っている。
リミックス・再録音で幾度もリリースされており、「Re-Mix Version」「Cinema Version」「New Version」「English New Version」「〜甘い記憶〜」がある。
1996年、教育出版が発行した高等学校の音楽教科書に掲載された。
1999年、『第50回NHK紅白歌合戦』披露曲。
2020年、マクドナルド「ごはんバーガー」のCM曲に『SWEET MEMORIES ～甘い記憶～』が使用された。

## タイアップCMの影響
「SWEET MEMORIES」のタイアップとなったサントリーCANビールのCMは、ペンギン（パピプペンギンズ）のキャラクターが登場するアニメーションで、ジャズバーで女性歌手が本曲を歌い、それを聴いた客が感動して涙するというものであった。放送当初は歌手名のクレジットが表記されていなかったため、歌っている歌手は誰なのかと話題になったが、それまでの松田の歌唱と印象が違っていたこともあり、当初はレコードを買った顧客しか認知されていなかった。松田の母親すら本人から知らされるまで気づかなかったほどで、別のレコード会社2社から「歌っている新人歌手を自社で使いたい」と引き合いの電話が来たこともあった。しばらくしてから「唄/松田聖子」と表示されるようになり、本作の売上再浮上へと繋がった。この経緯から、松田の歌唱力を世間に認知させる契機になったと評される曲である。
本作は「ガラスの林檎」としてリリースされて3週間目でオリコンシングルチャートの1位を獲得（1983年8月15日付）した後、一旦ベスト10外まで順位を下げるが、CMで繰り返し流れるB面の「SWEET MEMORIES」の反響で再びじわじわと順位を上げていった。両A面として新しいジャケットのものが発売され（83年10月20日発売。なお、オリコンシングルチャートでは9月26日付から両A面表記になっている）、10月31日付の同チャートで11週ぶりに1位に返り咲いた。さらに、翌11月7日付では次作のシングル「瞳はダイアモンド/蒼いフォトグラフ」が1位に入り、本作とあわせてシングルチャートの1位と2位を独占、9週間にわたり同時にベスト10入りしていた。
最終的に本作は1位は合計2週、ベスト10以内は「ガラスの林檎」として8週、両A面で10週であった。レコード総売上はオリコンの集計で85万枚を超え、聖子のシングルとしては1996年の「あなたに逢いたくて〜Missing You〜/明日へと駆け出してゆこう」に次ぐセールスを記録。CBS・ソニーの発表ではミリオンセラーとなっている。
タイアップのCM自体も大きな話題となり、ペンギンのキャラクターも人気を呼んだためシリーズ化され、後に東宝劇場用アニメ『ペンギンズ・メモリー 幸福物語』が製作された。2010年10月23日からオンエアされたサントリーの缶コーヒー「BOSS ホットシルキーブラック」のCM「ペンギン回想編」では、松田自らが実写で出演して「SWEET MEMORIES」を歌唱、かつてのペンギンアニメのCMを回想させる内容となっている。

## 収録曲
全作詞：松本隆
1. ガラスの林檎（3:56）
作曲：細野晴臣／編曲：細野晴臣・大村雅朗
2. SWEET MEMORIES（4:37）
作曲・編曲：大村雅朗

## カバー
ガラスの林檎
- Deniece Williams（1991年、アルバム『ROMANTIQUE』収録）
- 井上昌己（2009年、アルバム『the covers of my color』収録）
- 沢知恵（2010年、アルバム『ライブ・アット・ラカーニャ秋』収録）
- アン・サリー（2012年、アルバム『fo:rest』収録）
- 野宮真貴（2015年、アルバム『世界は愛を求めてる。What The World Needs Now Is Love 〜野宮真貴、渋谷系を歌う。〜』収録）
- 野島健児（2020年、アルバム『VOICE〜声優たちが歌う松田聖子ソング〜 Male Edition』収録）

SWEET MEMORIES
- リタ・クーリッジ（1984年、アルバム『美しき女（ひと） LOVE FROM TOKYO』収録）
- スターダストレビュー（1986年、アルバム『CHARMING』収録）
- 松井菜桜子(1988年、TVアニメ『おそ松くん』第41話、トト子役として)
- 髙橋真梨子（1989年、アルバム『紗』収録）
- Nicolette Larson（1991年、アルバム『ROMANTIQUE』収録）
- スタイリスティックス（1991年、アルバム『SWEET MEMORIES』収録）
- チャカと昆虫採集（1991年、ライブアルバム『うたの引力実験室』収録）
- 桂銀淑（1999年、アルバム『桂銀淑全曲集'99 〜プリーズ…〜』等収録）
- 上田正樹（2000年、アルバム『Soulscape』収録）
- リリアン・デイビス（2000年、アルバム『パリのカフェから』収録）
- 伊東ゆかり（2002年、アルバム『Touch Me Lightly』収録）
- flex life（2002年、シングル『蜜蜂』のc/w）
- AJI（2003年、シングル）
- サーカス（2003年、アルバム『GOLDEN☆BEST 歌の贈り物』収録）
- 沢知恵（2005年、アルバム『わたしが一番きれいだったとき』収録）
- speena（2005年、アルバム『candy lovely music!! 〜胸のボタンがはじけて〜』収録）
- 山下久美子 feat. 麗蘭（2005年、アルバム『Duets』収録）
- オリビア・オン（2006年、アルバム『A Girl Meets Bossanova 2』収録）
- 小島麻由美（2006年、松田聖子トリビュート・アルバム『Jewel Songs 〜Seiko Matsuda Tribute & Covers〜』収録）
- aya（2007年、アルバム『80’S HIT PARADE VOL.1』収録）
- 東儀秀樹（2007年、アルバム『OUT OF BORDER』にて同曲をジャズテイストにアレンジしカバー。）
- 中西保志（2007年、アルバム『Standards2』収録）
- 山崎まさよし（2007年、アルバム『COVER ALL HO!』収録）
- 桑田佳祐（2008年、ライブビデオ「昭和八十三年度!ひとり紅白歌合戦」）
- つじあやの（2008年、アルバム『COVER GIRL2』収録）
- Donna Fiore（2008年、アルバム『fiore』収録）
- 大沢誉志幸（2008年、アルバム『Season's greetings〜春』収録）
- 菊地成孔（2009年、映画『KIKOE』監督：岩井主税、収録）
- 彩乃かなみ（2009年、アルバム『Love Story -ひかりのみち-』収録）
- 倖田來未（2010年、アルバム『ETERNITY〜Love & Songs〜』収録）
- シン・スンフン（2010年、アルバム『My Favorite』収録）
- 和田アキ子
- 工藤静香（ダイハツ工業「Tanto」のコマーシャルでカバー。ノベルティとしてCDが製作されたが、2007年現在商品化されていない。）
- 奇妙礼太郎トラベルスイング楽団（2012年、アルバム『桜富士山』収録）
- AHN MIKA（2012年、アルバム『Bittersweet Memories』収録）
- NICO Touches the Walls（2013年、シングル『Mr.ECHO』収録）
- 島津亜矢（2013年、アルバム『SINGER 2』収録）
- 小山田壮平＆イエロートレイン（2015年、トリビュートカバーアルバム『風街であひませう』収録）
- Flower（2015年、アルバム『花時計』収録）
- 渋谷すばる（2016年、アルバム『歌』収録）
- May J.（2016年、カバーアルバム『Sweet Song Covers』に収録）
- 原田知世（2016年、カバーアルバム『恋愛小説2 -若葉のころ』（2016年5月11日発売）に収録）
- さかいゆう（2018年、EP『Fight & Kiss』収録）
- 山崎陽子（2018年、アルバム『HOMEMADE』に収録、ユニット名 wai-wai family）
- 古川慎（2020年、アルバム『VOICE〜声優たちが歌う松田聖子ソング〜 Male Edition』収録）
- 半﨑美子（2020年、アルバム『うた弁 COVER』収録）
- 幾田りら（2021年、アルバム『風街に連れてって！』収録）
- 浅香唯（2021年、トベタ・バジュンのソロアルバム『すばらしい新世界 〜RELAX WORLD〜』収録）
- 雨宮天（2021年、カバーアルバム『COVERS -Sora Amamiya favorite songs-』収録）
- 佐藤心（花守ゆみり）（2025年、アルバム『THE IDOLM@STER CINDERELLA MASTER Passion jewelries! 004』収録）

## 関連作品
- ガラスの林檎
  - オリジナルアルバム未収録
  - Seiko・plaza
  - Seiko Box
  - LOVE BALLADE
  - Seiko Monument
  - Bible II
  - Complete Bible
  - SEIKO SUITE
  - Best of Best 27
  - Premium Diamond Bible
  - Diamond Bible
  - SEIKO STORY〜80's HITS COLLECTION〜
  - Seiko Matsuda Hit Collection Vol.1
  - We Love SEIKO -35th Anniversary 松田聖子究極オールタイムベスト50Songs-
  - Seiko Matsuda sweet days
  - SEIKO MEMORIES 〜Masaaki Omura Works〜
- SWEET MEMORIES
  - オリジナル・アルバム未収録
  - Seiko・plaza
  - Touch Me, Seiko
  - Seiko・Town
  - Seiko Box
  - Seiko Monument
  - Bible
  - Complete Bible
  - Ballad 〜20th Anniversary
  - SEIKO SUITE
  - LOVE Seiko Matsuda 20th Anniversary Best Selection
  - Best of Best 27 （13）
  - Premium Diamond Bible
  - Diamond Bible
  - SEIKO STORY〜80's HITS COLLECTION〜
  - Seiko Matsuda Hit Collection Vol.1
  - Seiko Matsuda Best Ballad
  - We Love SEIKO -35th Anniversary 松田聖子究極オールタイムベスト50Songs-
  - Seiko Matsuda sweet days
  - SEIKO MEMORIES 〜Masaaki Omura Works〜
  - Seiko Matsuda 40th Anniversary Bible -bright moment-
  - 風街図鑑（松本隆作詞活動30周年記念CDBOX）
- SWEET MEMORIES (Cinema Version)
  - オリジナル・サウンドトラック『ペンギンズ・メモリー 幸福物語』
  - LOVE BALLADE
  - SEIKO SUITE
  - Touch Me, Seiko II
- SWEET MEMORIES（Re-Mix Version）
  - オリジナル・サウンドトラック『ペンギンズ・メモリー 幸福物語』
- SWEET MEMORIES (New Version)
  - Sweet Memories'93
  - Bible II
  - CD選書インフォメーションCD『mydoカードの正しい使い方ご案内CD』（1993年に出光興産のガソリンスタンドでプロモーション用に配布されたCD）
- SWEET MEMORIES (English New Version)
  - A Touch of Destiny
- SWEET MEMORIES ～甘い記憶～
  - SEIKO MATSUDA 2020